# Kardiologie

Princip vzniku signálu EKG

Kardiologie je samostatný lékařský obor, v minulosti vyčleněný z vnitřního lékařství, zabývající se diagnostikou a terapií onemocnění srdce a cév. Oblast zahrnuje diagnostiku a terapii srdečních vad, ischemické choroby srdeční (nepoměr mezi potřebou a dodávkou kyslíku), srdečního selhání poruch srdečního rytmu, a ostatních onemocnění srdce buď samostatně nebo ve spolupráci s kardiochirurgií. Jako samostatný obor zabývající se onemocněním cév se vyčleňuje angiologie. Lékař specializující na tento obor se nazývá kardiolog.

## Diagnostické metody kardiologie
- Elektrokardiografie
- Měření krevního tlaku
- Holterovské monitorování
  - Tlakové holterovo monitorování
  - Holterovo monitorování EKG
- Echokardiografie
- Pravostranná a levostranná srdeční katetrizace
- Elektrofyziologické vyšetření
- Další zobrazovací metody:
  - Kardio-CT
  - Kardio-MR

## Kardiologická onemocnění
- Srdeční arytmie
- Infarkt myokardu
- ICHS
- Hypertenze
- Hypotenze
- Ateroskleróza
- Kardiomyopatie
- Chlopení vady
- Srdeční selhání
- Seznam vrozených srdečních vad v dospělosti

## Čeští kardiologové
- Jan Brod
- Vilém Ganz
- Josef Kautzner
- Emerich Maixner
- Jiří Maštálka
- Petr Neužil
- Miloš Štejfa
- Miloš Štejfa ml.
- Klement Weber
- Petr Zimmerman